# Брезовиця-при-Требелнем
Брезовиця-при-Требелнем (словен. Brezovica pri Trebelnem) — поселення в общині Мокроног-Требелно, регіон Південно-Східна Словенія, Словенія.